# Chlamydera cerviniventris
El pergolero pechipardo (Chlamydera cerviniventris) es una especie de ave Passeriformes, de la familia Ptilonorhynchidae, perteneciente al género Chlamydera.

## Localización
Es un ave que habita en los bosques tropicales, manglares, bosques de sabana y los bordes de los bosques de Nueva Guinea y norte de Australia.